# Sophrops purkynei
Sophrops purkynei är en skalbaggsart som beskrevs av Vladimir Balthasar 1932. Sophrops purkynei ingår i släktet Sophrops och familjen Melolonthidae. Inga underarter finns listade i Catalogue of Life.